# Maria Kibtija
Marija Kibtija, Marija Koptska ili Maria bint Sham'ûn (umrla 637. godine) bila je egipatsko-koptska ropkinja, koja je darovana 628. godine proroku Muhamedu i s njim je imala sina Ibrahima. On je umro još kao dijete, a ona za njim pet godina poslije.